# 人魔
是一部2001年的美國犯罪心理驚悚電影，為《沉默的羔羊》的續集電影，改編自湯瑪斯·哈里斯同名小說。導演是雷利·史考特，安東尼·霍普金斯飾演男主角漢尼拔·萊克特，茱莉安·摩爾飾演女主角FBI探員克麗絲·史達琳。該片贏得連續兩週的北美票房冠軍。為了不想再強化漢尼拔的魅力，電影改編後的結局與原著小說並不同。電影中女主角拒絕了漢尼拔，小說中最後女主角則與漢尼拔在一起。

## 劇情
時間為上一集水牛比爾事件的十年後，克麗絲·史達琳與她的手下正在想辦法攻入一名女毒犯的巢穴，而記者亦在現場等消息。幾經勸告後，毒犯與她的手下終於出來，但女毒犯懷中卻抱著她的嬰兒。最後因同事的失誤，毒犯與FBI探員發生槍戰，女毒犯與其四名手下在鏡頭前被射殺只留下在哭泣的嬰兒。司法部官員Paul Krendler（雷·李歐塔飾）因以前對史黛琳求愛不遂一直為此感到懷恨在心，打算將整件事歸咎於史黛琳作為報復。
新聞大肆報導此事件及史黛琳的歷史，當然亦包括她原來曾負責漢尼拔·萊克特一案。萊克特的一名受害人Mason Verger極為富有，看到新聞後利用他的財富影響FBI要求他們將史黛琳調回偵查萊克特的案件。Verger原來是一名有戀童癖的虐待狂，因萊克特的緣故而弄到自己毀容及四肢癱瘓，現在一心只希望找萊克特展開報仇。
正如Verger所估計，萊克特得知史黛琳受責後寄封信給史黛琳。信中沒任何線索，但信紙上卻帶有一絲淡淡的香氣。史黛琳找香水專家一看，原來這是一種很罕見的潤膚霜，世上只有幾間店售賣，而其中一間則在佛羅倫斯。佛羅倫斯警局一名警探帕奇(Pazzi)無意中從同事調閱的香水店監視器影像中發現圖書館代理館長費奇博士的身影，經由跟蹤及調查後確認他就是漢尼拔·萊克特並身繫三千萬美金的懸賞。帕奇隨後和Verger聯絡並透過一名小偷獲取漢尼拔的指紋。
史黛琳經由影像發現漢尼拔並和佛羅倫斯當局聯絡要求務必不可輕舉妄動，帕奇當下為了錢不聽史黛琳的勸阻仍執意要捕捉漢尼拔。當晚帕奇被漢尼拔給迷暈而被殺害，而自己和Verger所派遣的殺手合作出擊，趕到的殺手也隨即被漢尼拔給殺害及嚇軟。Verger因此失去漢尼拔的消息轉而賄賂Paul栽贓史黛琳使她停職引誘漢尼拔現身。漢尼拔得知後回國並潛入Paul家中獲得其別墅地址並準備工具，隨後聯絡史黛琳和自己見面。Verger派人跟蹤並在現場成功捉住漢尼拔並且準備釋放自己所飼養的食人豬吃掉漢尼拔。史黛琳知道Paul和Verger合作後獨自潛入Verger的莊園準備親手逮捕漢尼拔。
史黛琳在食人豬到達前開槍打傷Verger的手下並救下漢尼拔。但另一名槍手開槍擊傷她，此時食人豬衝進場內繞過漢尼拔(因為他手上抱著史黛琳)並且吃掉受傷Verger的手下。Verger為此震怒要求他的助理對漢尼拔開槍，但Verger的助理被漢尼拔的慫恿下將Verger給推下去餵豬，漢尼拔隨後帶著史黛琳離開並前往Paul的別墅為她療傷。Paul進入別墅時被漢尼拔給迷暈，而史黛琳醒來後報警並看見漢尼拔和臉色病態的Paul正在等她。此時漢尼拔取下Paul已被切開的頭蓋骨，並切下大腦皮質烹煮給他自己吃。漢尼拔隨著警察的趕到也準備逃走。但史黛琳此時和他對峙並用手銬將彼此銬在一起，別無選擇的漢尼拔將自己的手剁掉離開，而史黛琳則無傷地被警察找到。影片最後搭上飛機的漢尼拔打開他的便當盒並讓旁邊一名亞裔兒童吃下餐點中的腦花。

## 演員
- 安東尼·鶴健士 飾 漢尼拔·萊克特
- 茱莉安·摩亞 飾 克麗絲·史達琳
- 加利·奧文 飾 Mason Verger（英语：Mason Verger）
- 雷·李歐塔 飾 Paul Krendler
- 弗蘭基·費森 飾 Barney Matthews
- 吉安卡羅·吉安尼尼（英语：Giancarlo Giannini） 飾 Chief Inspector Rinaldo Pazzi
- Francesca Neri（英语：Francesca Neri） 飾 Allegra Pazzi
- Željko Ivanek（英语：Željko Ivanek） 飾 Dr. Cordell Doemling
- Hazelle Goodman（英语：Hazelle Goodman） 飾 Evelda Drumgo
- Robert Rietti（英语：Robert Rietti） 飾 Sogliato
- David Andrews（英语：David Andrews (actor)） 飾 FBI Agent Pearsall
- Francis Guinan（英语：Francis Guinan） 飾 FBI Asst. Director Noonan
- James Opher 飾 DEA Agent John Eldridge
- Enrico Lo Verso（英语：Enrico Lo Verso） 飾 Gnocco
- Ivano Marescotti（英语：Ivano Marescotti） 飾 Carlo Deogracias
- Danielle de Niese（英语：Danielle de Niese） 飾 Beatrice

## 製作
主體拍攝於2000年5月8日開始，拍攝地包含列治文、阿什維爾和佛罗伦萨。

## 血腥鏡頭
此片比上一集更血腥噁心，特別是漢尼拔·萊克特在Paul Krendler還活著時打開他的頭骨，把他的大腦皮質一片一片切下來，煎熟再餵給Krendler自己吃那一幕。

## 前傳
- 《沉默的赤龍》（2002）
- 《沉默的羔羊前傳之揭開罪幕》（2007）
- 《雙面人魔》（2013–2015）－電視劇

## 外部連結
- 互联网电影数据库（IMDb）上《Hannibal》的资料（英文）
- 爛番茄上《Hannibal》的資料（英文）
- Box Office Mojo上《Hannibal》的資料（英文）
- 豆瓣电影上《人魔》的資料 （简体中文）